# (38365) 1999 RE158
1999 RE158 (asteroide 38365) é um asteroide da cintura principal. Possui uma excentricidade de 0.19455580 e uma inclinação de 2.55832º.
Este asteroide foi descoberto no dia 9 de setembro de 1999 por LINEAR em Socorro.